# اينلارغر

مخطط للاينلارغر

اينلارغر هو نوع خاص من البروجكتور يستخدم في طباعة الصور من الافلام أو الصور السالبة أو من الافلام المعكوسة، بتقنية الطباعة على ورق الفضة.